# Ben Ondrus
Benjamin „Ben“ Ondrus (* 25. Juni 1982 in Sherwood Park, Alberta) ist ein ehemaliger kanadischer Eishockeyspieler, der im Verlauf seiner aktiven Karriere zwischen 1998 und 2013 unter anderem 52 Spiele für die Toronto Maple Leafs in der National Hockey League (NHL) auf der Position des rechten Flügelstürmers bestritten hat. Darüber hinaus absolvierte Ondrus über 500 weitere Partien in der American Hockey League (AHL) und war eine Spielzeit bei den Krefeld Pinguinen in der Deutschen Eishockey Liga (DEL) aktiv.

## Karriere
Ondrus spielte während seiner Juniorenzeit zwischen 1998 und 2003 bei den Swift Current Broncos in der Western Hockey League (WHL). Nachdem er bei einem Rookiecamp der Toronto Maple Leafs einen guten Eindruck hinterlassen hatte, bekam er für die Spielzeit 2003/04 einen Vertrag für das Farmteam, die St. John’s Maple Leafs, aus der American Hockey League (AHL) angeboten. Sein Profidebüt hatte der Stürmer bereits am Ende der Saison 2002/03 im Trikot der Idaho Steelheads aus der West Coast Hockey League (WCHL) gegeben.
Bei den St. John’s Maple Leafs konnte Ondrus überzeugen und wurde erstmals in der Saison 2005/06 in der NHL bei den Maple Leafs eingesetzt. In der Organisation Torontos war der Kanadier bis zum Sommer 2010 aktiv, wo er in diesem Zeitraum insgesamt 52 NHL-Spiele absolvierte. Nach einem Wechsel des AHL-Kooperationspartners spielte Ondrus ab dem Beginn der Saison 2005/06 hauptsächlich für die Toronto Marlies. Im Juli 2010 wurde der Free Agent von den Edmonton Oilers verpflichtet, die ihn im Farmteam bei den Oklahoma City Barons in der AHL einsetzen. Zur Saison 2011/12 sicherten sich die Krefeld Pinguine aus der Deutschen Eishockey Liga (DEL) die Dienste des Angreifers. Bereits nach einer Spielzeit kehrte Ondrus im Sommer 2012 wieder nach Nordamerika zurück, wo er sich wieder den Idaho Steelheads anschloss, die mittlerweile dem Spielbetrieb der ECHL angehörten. Nach dem Spieljahr 2012/13 beendete der 31-Jährige seine aktive Karriere.

## Karrierestatistik
(Legende zur Spielerstatistik: Sp oder GP = absolvierte Spiele; T oder G = erzielte Tore; V oder A = erzielte Assists; Pkt oder Pts = erzielte Scorerpunkte; SM oder PIM = erhaltene Strafminuten; +/− = Plus/Minus-Bilanz; PP = erzielte Überzahltore; SH = erzielte Unterzahltore; GW = erzielte Siegtore; 1 Play-downs/Relegation; Kursiv: Statistik nicht vollständig)